# Siège de Besançon (1814)
Pour les articles homonymes, voir Siège ou bataille de Besançon.
Campagne de France
Batailles
Campagne de Russie (1812)
- Liste des batailles
- Mir
- Moguilev
- Ostrovno
- Vitebsk
- Kliastitsy
- Smolensk
- 1re Polotsk
- Valoutina Gora
- Moskova
- Moscou
- Winkowo
- 2e Polotsk
- Maloïaroslavets
- Gorodnia
- Czaśniki
- Viazma
- Smoliani
- Krasnoï
- Bérézina

Campagne d'Allemagne (1813)
- Dantzig
- Lunebourg
- Möckern
- Lützen
- Bautzen
- Reichenbach
- Haynau
- Luckau
- Hoyerswerda
- Lauenbourg
- Goldberg
- Gross Beeren
- Katzbach
- Dresde
- Kulm
- Dennewitz
- Peterswalde
- Liebertwolkwitz
- Leipzig
- Hanau
- Sehested
- Torgau
- Hambourg

Campagne de France (1814)
- Sainte-Croix-en-Plaine
- Besançon
- Mayence
- Metz
- Saint-Avold
- 1re Saint-Dizier
- Brienne
- La Rothière
- Campagne des Six-Jours (Champaubert
- Montmirail
- Château-Thierry
- Vauchamps)
- Mormant
- Montereau
- Bar-sur-Aube
- Saint-Julien
- Laubressel
- Berry-au-Bac
- Craonne
- Coutures
- Laon
- Soissons
- Mâcon
- Reims
- Saint-Georges-de-Reneins
- Limonest
- Arcis-sur-Aube
- Fère-Champenoise
- 2e Saint-Dizier
- Meaux
- Claye
- Villeparisis
- Paris

- Feistritz
- Caldiero (en)
- Trieste
- Mincio

- Hoogstraten (de)
- Anvers
- Berg-op-Zoom
- Courtrai

Le siège de Besançon fut un événement de la Campagne de France, survenu en 1814 à Besançon (Franche-Comté). Le Premier Empire, représenté par Napoléon Ier, entre en bataille avec nombre de belligérants européens au début des années 1810. 

## Déroulement
Le 1er janvier 1814, la défense de la ville est ainsi confiée au général Jacob François Marulaz (1769-1842) qui conduit la 6e division face aux Autrichiens à Bregille et aux Chaprais et aux liechtensteinois à Planoise,,,. Les assiégeants cernaient la ville de toutes parts en prenant position à la chapelle Notre-Dame des Buis, Fontain, Beure, Velotte, Avanne, Saint-Ferjeux, Tilleroyes, Palante, Chalezeule, etc. Besançon est déclarée en état de siège le 9 janvier et est, dès le lendemain, bloqué par une armée de 15 000 Autrichiens.  Le Général Marulaz, avec l'appui du commandant Gabriel Laffaille, ordonne la destruction de tous bâtiments et arbres fruitiers dans un rayon de 700 mètres autour de la cité intra-muros, afin d'empêcher que les ennemis ne s'y tiennent en embuscade : les maisons de Canot sont incendiées le 10 janvier 1814 celles de Bregille et des Chaprais dont la brasserie Greiner de la Mouillère les jours suivants, soulevant de vives protestations, notamment à destination de Laffaille,. Marulaz se voit soudoyé, est trahi par un officier de son entourage, et fait face à un blocus particulièrement sévère. 
Tout le mois de janvier se passa dans des escarmouches d'avant-postes qui amenèrent à un combat très vif le 31, où les Autrichiens perdirent de nombreux hommes. Puis un épais brouillard couvrit la ville et ses environs pendant plusieurs jours, couvrant les positions des assiégeants. Le 15 février, la brume se dissipa et les attaques recommencèrent. Le 31 mars se produit une des batailles les plus importantes de ce siège. Les habitants réunis aux soldats de la garnison, restèrent six heures aux prises avec l'ennemi, mais ils se virent repoussés au prix de 122 morts, 300 blessés et 80 prisonniers. Le lendemain le combat recommença pendant quatre heures, pour un résultat presque identique avec 120 morts et plus de 200 blessés.
Le siège est levé le 2 mai 1814, alors que Napoléon a abdiqué dès le 6 avril, qu'un armistice est signé le 19 avril et que le Prince de Liechtenstein fut reçu dans la ville le 24 avril,. Cet épisode marque un tournant pour la place fortifiée de Besançon, ses défenses étant alors remaniées notamment aux sites de Beauregard, Bregille, Chaudanne, Trois-Châtels et Tousey. La ville sort ruinée de ce siège et il lui faudra une vingtaine d'années pour se remettre de ses séquelles, prenant ainsi du retard dans son développement.